# Ramón Múgica
Ramón Múgica Lecuona (Rentería, 1919-Ibídem. 1 de septiembre de 1999) fue un político español. Fue segundo teniente de alcalde desde el 11 de noviembre de 1941 al 14 de abril de 1943 bajo el mandato del alcalde José Imaz Fernández.
Posteriormente fue alcalde de Rentería del 6 de marzo de 1971 hasta febrero de 1976.